# Фенсянь (Шанхай)
Фенсянь (кит.: 奉贤区; трад. китайська: 奉賢區) — район Шанхая, КНР. Площа району 687,39 км², населення 508,721 чол.(2003). Щільність населення 740 чоловік на км².

## Адміністративний поділ
Район Фенсянь поділяється на 8 міст, 65 квартальних канцелярій і 276 селищних комітетів.
| Китай | Це незавершена стаття з географії КНР. Ви можете допомогти проєкту, виправивши або дописавши її. |

1. ↑  国务院第七次全国人口普查领导小组办公室 中国人口普查分县资料—2020 — 北京市: 中国统计出版社, 2022. — 983 с. — ISBN 978-7-5037-9772-9